# Queens
Queens este unul din cele cinci diviziuni (cartiere, engl. boroughs) ale orașului New York, SUA. El se află amplasat în vestul insulei Long Island.  Este cel mai mare, și al doilea cel mai populat.

## Istoric, geografie
Districtul sau cartierul a luat naștere în noiembrie 1683, aparțind sub formă de comitat de coroana britanică, în anul 1898 este integrat în orașul New York. Queens are o suprafață de 461,7 km² din care 178,8 km² este apă, și o populație de 2.229.379 loc. cu o densitate de 7.880,4 loc./km². Numele lui a fost dat în cinstea reginei "Queen Catherine of Braganza" (1638–1705), soția regelui Carol al II-lea al Angliei (1630–1685).

## Locuri demne de vizitat
- Hall of Science
- Art Center
- Socrates Sculpture Park
- Queensboro Bridge
- Flushing Meadows Park

## Personalități marcante
- Richard Feynman (1918 - 1988), fizician;
- Donald Trump (n. 1946), fost președinte al SUA;
- Bob Beamon (n. 1946), atlet;
- Barbara Bach (n. 1947), actriță;
- Ray Romano (n. 1957), actor;
- Dina Meyer (n. 1968), actriță;
- Tichina Arnold (n. 1969), actriță, cântăreață;
- Curtis James Jackson III (cunoscut ca 50 Cent, n. 1975), rapper.
- Cree Cicchino (n. 2002), actriță.